# Magiars
Els magiars van ser un grup ètnic que envaí i conquerí al segle ix el territori que correspon aproximadament a l'actual Hongria, cosa que explica l'existència d'una illa d'habitants de llengua úgrica en una zona envoltada per llengües eslaves, germàniques o romàniques. Actualment, per extensió, el terme magiar s'utilitza sovint per a referir-se als hongaresos.

## Història
Els magiars, sembla que estaven establerts a la zona dels Urals, des d'on la major part van emigrar (els que van quedar són els mansi moderns, abans voguls) cap al nord de la mar d'Azov i després a la plana entre el baix Dnièper, els Carpats, el Sereth i el delta del Danubi i la mar Negra. Alguns autors pensen que estaven dirigits per una aristocràcia turca, però això no és segur. La tribu dels turcs búlgars dels Onoghundur o Onoghur, que al segle ix es va establir al sud-est dels Carpats i es van barrejar amb els magiars, hauria donat nom al país que avui és Hongria. Una altra tribu turca, els Kabar, emparentada amb els khàzars, hauria aportat als magiars la família reial, els arpad; els romans d'Orient anomenaven els sobirans magiars prínceps dels turcs (arkhontes ton Tourkhon). Vers 833, els magiars vivien a Lebàdia entre el Don i el Dnièper com a feudataris dels khàzars.
Vers 850-860, expulsats del seu territori pels turcs petxenegs, van passar a l'Atelkuzu i van arribar vers 880 al delta del Danubi, on encara van restar vassalls dels khàzars; un kan khàzar va nomenar com a sobirà dels magiars un jove noble de la tribu kabar, de nom Arpad. Poc després, l'emperador romà d'Orient Lleó VI, en guerra contra el tsar búlgar Simeó, va demanar ajut als magiars i, dirigits per Arpad, van passar el Danubi i van assolar Bulgària. Els búlgars van cridar en ajut als petxenegs, llavors senyors de l'estepa russa, i els petxenegs van agafar els magiars per darrere i van forçar Arpad a refugiar-se a les muntanyes de Transsilvània.
El rei de Germània Arnulf de Caríntia, que llavors estava en guerra contra Sviatopolk, rei de la Gran Moràvia (Bohèmia, Eslovàquia, Àustria i Hongria occidental), va cridar als hongaresos com a aliats. Arpad hi va anar, va aniquilar Sviatopolk, que va morir en la batalla i va liquidar l'Imperi de la Gran Moràvia; els magiars es van instal·lar al que havia estat el territori dels àvars (899), i van començar a ser coneguts com a hongaresos; des d'allí les seves bandes (magiars o hongaresos) van assolar Europa occidental: l'any 900 a Itàlia, fins a Pavia, seguint després Catalunya, França, i Alemanya, on els magiars van esclafar prop d'Augsburg el darrer rei carolingi Lluís l'Infant (910), i van arribar fins a Lorena (919); van incendiar Pavia, van creuar els Alps fins als regnes de Borgonya i de Provença (924), arribaren fins a Attigny, a Xampanya (926), saquejaren la regió de Reims i de Sens, fins al Berry (937), Catalunya el 942, devastaren Lorena, la Xampanya, i la Borgonya (954), fins que finalment el rei Otó I d'Alemanya els va derrotar decisivament a Augsburg el 10 d'agost del 955. El rei Vaïk fou batejat amb el nom d'Esteve (sant Esteve, 997-1038).

## Mapes dels magiars

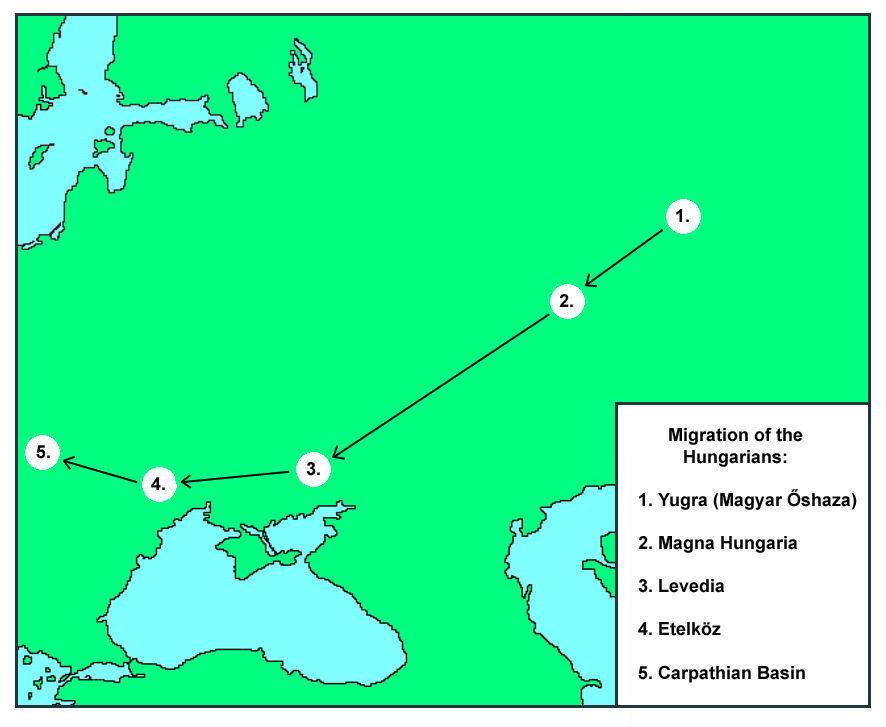
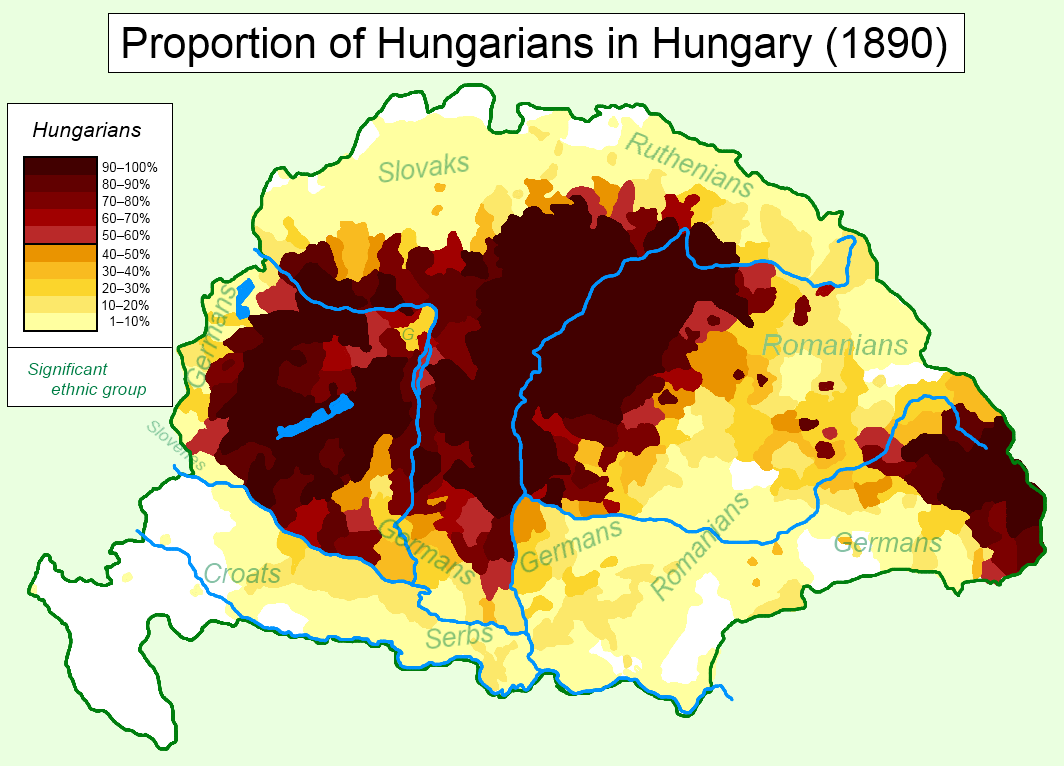
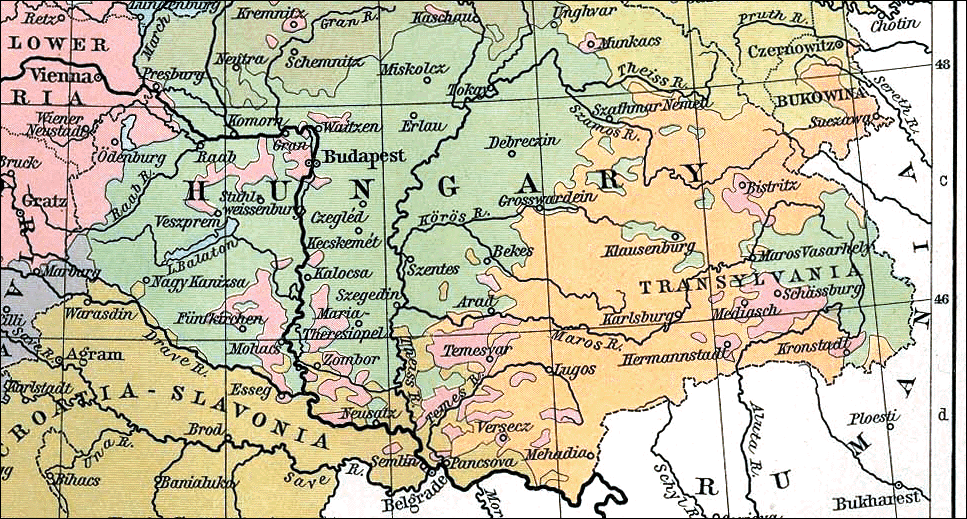
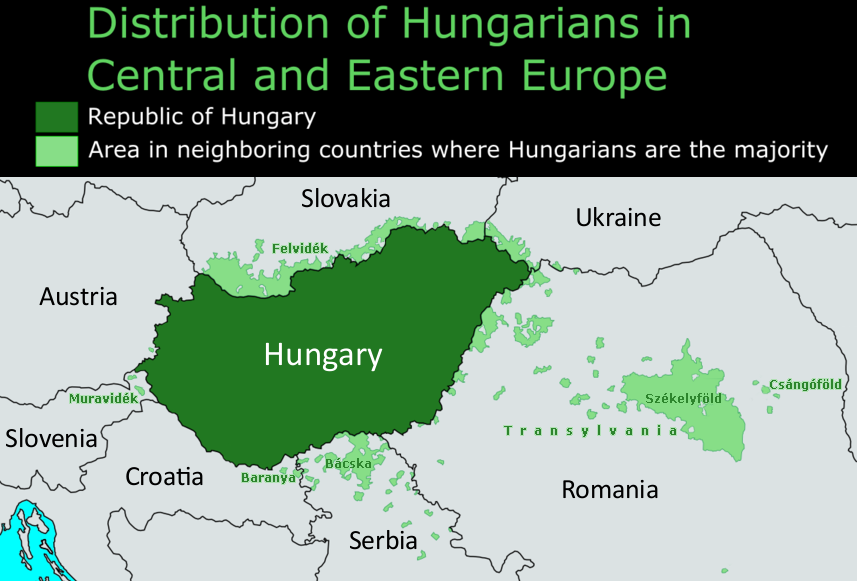
Magiars, segle XXI